# Якимів Федір
Якимів Федір (Теодор) — народний скульптор початку 19 століття, родом з села Залав'є, що біля Теребовлі. 
Відомі його роботи: надмогильні пам'ятники з пісковика, різьблені дерев'яні фігурки святих і монументальні дерев'яні скульптури «Скорботний Христос», «Богородиця з дитям» і «Святий Микола» (1828); є експонатами Львівського музею історії релігії.
| українська персоналія | Це незавершена стаття про особу, що має стосунок до України. Ви можете допомогти проєкту, виправивши або дописавши її. |